# Японско-корейски подводен тунел
Японско-корейският подводен тунел (също Корейско-японски подводен тунел, 한일 해저 터널 или 日韓トンネル) е проект за тунел, който ще свързва Япония и Южна Корея през подводен тунел, пресичащ Корейския проток, използвайки най-вероятно островите Ики и Цушима – трасе, дълго минимум 128 км.
Предложението, обсъждано от 1917 г., е последвано от конкретно планиране до началото на 1940-те години Проектът е изоставен по времето на Втората световна война. В началото на 2008 г. дискусията е подновена от 10 висши японски юристи, които основават нов комитет за тунела.
Следва изследователска група от 2-те страни в началото на 2009 г., която се съгласява да създаде комитет за направата на специални инженерни планове. Председателят на комитета, Хух Моон-до, бивш ръководител на южнокорейското Министерство на Съединението и ключов член на бившето правителство на Чун Ду-хван, казва, че тунелът ще помогне на местните икономики и „също ще играе ключова роля в напредването на разговорите за двустранна свободна търговия“, дотогава замразени.
Тунелът ще бъде дълъг над 200 км и ще може да обслужва част от стокообмена, достигнал около 40 млрд. през 1999 г. и над 89 млрд. през 2008 г., както и част от всичките около 20 000 души, които пътуват на ден между 2-те страни.

## История

### Първи планове
Първите разговори за такъв тунел датират от 1917 г., проведени между тогавашния имперски японски офицер от генералния щаб и бъдещ министър-председател Куниаки Койсо. Друго предложение за проекта е от 1930-те, когато тунелът е изобразен като част от тогавашния проект за Велика източно-азиатска железопътна линия. През 1938 г. японското Министерство на вътрешните работи и комуникациите решава да направи проучване на морското дъно между Япония и Корея. През Втората световна война японското правителство активно преследва проекта с цел да се свърже с Корейския полуостров и по този начин с останалата част от Азия.
Проектът продължава да се обсъжда сериозно през Втората световна война.

### Дейност след 1945 г.
Предложението за тунел отново било възродено след Втората световна война. Лидери на двете страни са споменавали тунела многократно.
През 1980-те години японска изследователска група прави прецизно проучване на трасето и възможностите на тунела. През 1988 г. японските изследователи се свързват с корейска компания за да изследват протока и да документират регионалните геологически характеристики.
През септември 2000 г. южнокорейският президент Ким Дае Джунг казва в интервю, че проекта трябва да се изпълни, за да може да свърже цяла Япония с Европа. Изказването му е по времето на визитата на тогавашния японски министър-председател Йоширо Мори.
До началото на 2002 г. южнокорейското Министерство на транспорта възлага на 3 изследователски института да изследват възможностите на проекта. Тогава се обявяват и възможностите за строеж – проектът би отнел 15 години и би струвал $77 млрд. Освен това през 2002 г. Северна и Южна Корея се споразумяват при построяването на тунела железопътна линия да пресича Северна Корея до границата с Китай. Там линията ще се свърже с Китайската железопътна мрежа, а от там и с Транссибирската магистрала, осигуряваща достъпа до европейските линии.
През септември 2002 г. 5-членна японска делегация посещава Южна Корея специално за тунела. Руски заместник външен министър определя проекта като „нещо за далечното бъдеще, но възможно“.
През октомври 2009 г. японският министър-председател Юкио Хатояма посещава Сеул и обсъжда проекта с Южна Корея. Според него тунелът ще спомогне за основаването на мечтаното Източноазиатско общество, по подобие на ЕС.

### Планирани пътища
През 2009 г. обединената изследователска група обявява, че е почти сигурно проектът да започва в Карацу в японската префектура Сага и да стига до о. Геоджи на корейския бряг. Ако тунелът върви по този маршрут, той би бил с дължина от 209 км, от които 145 км под вода, което ще го превърне в най-дългия тунел в света.
Едно от новите предложения е за комбиниран железопътен и автомобилен път между Карацу и Пусан, втория най-голям град в Южна Корея. От възможните варианти най-популярният проект е комбинация от мост между Карацу и о. Ики, последвана от 60 км тунел до централната част на о. Цушима и още 68 км. тунел до Пусан, с цена от 10 до 15 трлн. йени ($111 до $157 млрд.).
Има и проект, според който финалната част трябва да се построи по подобие на Тунела под Ла Манша, със сервизен тунел и 2 основни тунела. Въпреки това много проекти за дълги автомобилни тунели са критикувани заради сигурността поради няколко аварии в Европа.

## Характеристики
През 1980-те години е определена цена от $70 млрд., а Японско-корейският изследователски институт за тунела определя цена от 10 до 15 трлн. йени. Проекта би спестявал около 30% от цената за транспорт между двете страни.
През 2002 г. японци определят, че цената за транспорт би била само 1/4 от сегашната. Проектът би позволил да се стигне от Сеул до Осака за 5 часа (1040 км) и за 7 часа от Сеул до Токио (1550 км).
През 2007 г. корейци определят цената на проекта между ₩60 и ₩100 трлн. (южнокорейски вона) и 15 до 20 г. за строеж. Това означава, че ще струва 5 пъти повече и ще отнеме 3 пъти повече време от Тунела под Ла Манша между Великобритания и Франция. Opponents to the project say that Korea would gain little from such a tunnel, which would principally help Japan expand its economic and political influence into the Asian continent.
През 2009 г. ново проучване определя цената на ¥10 трлн. или ₩200 трлн. Японски доклад, близък до доклад от Корея, показва проекта като невъзможен да се реализира икономически.
През 2011 г. проучване от южнокорейското Министерство на сухопътния и водния транспорт показва продължаването на линията до Китай като безперспективно и ненужно.
Политически и икономически проектът е виждан като символ на регионалната интеграция подобно на Тунела под Ла Манш. Франсоа Митеран веднъж казва, че „Тунелът... не е нищо по-малко от революция“.

## Трудности

### Социални
И в двете страни има резерви за построяването на тунела, позволяващ по-големи връзки със съседната държава. Една от причините е, че южнокорейците си спомнят японското управление от 1910 до 1945 г. и се опасяват, че с тунела културата им ще се повлияе от японската.

### Политически
Южнокорейските експерти се притесняват от възможна японска хегемония в Азия. Освен това пречка са и многобройните спорове за погранични острови между двете страни.

### Технически
Проблем е, че линията, минаваща през Япония, Южна Корея, Северна Корея, Китай и Русия, би била с различна дължина в отделните страни, защото двете Кореи и Китай използват стандартна ширина от 1435 мм между двете железопътни релси, Япония – главно 1067 мм, а Русия – 1520 мм.
Като трудност се изтъкват и различните политики на страните за регулиране на железопътните линии, за граничен контрол, както и в търговията.